# Denhardtstraße 18 (Magdeburg)

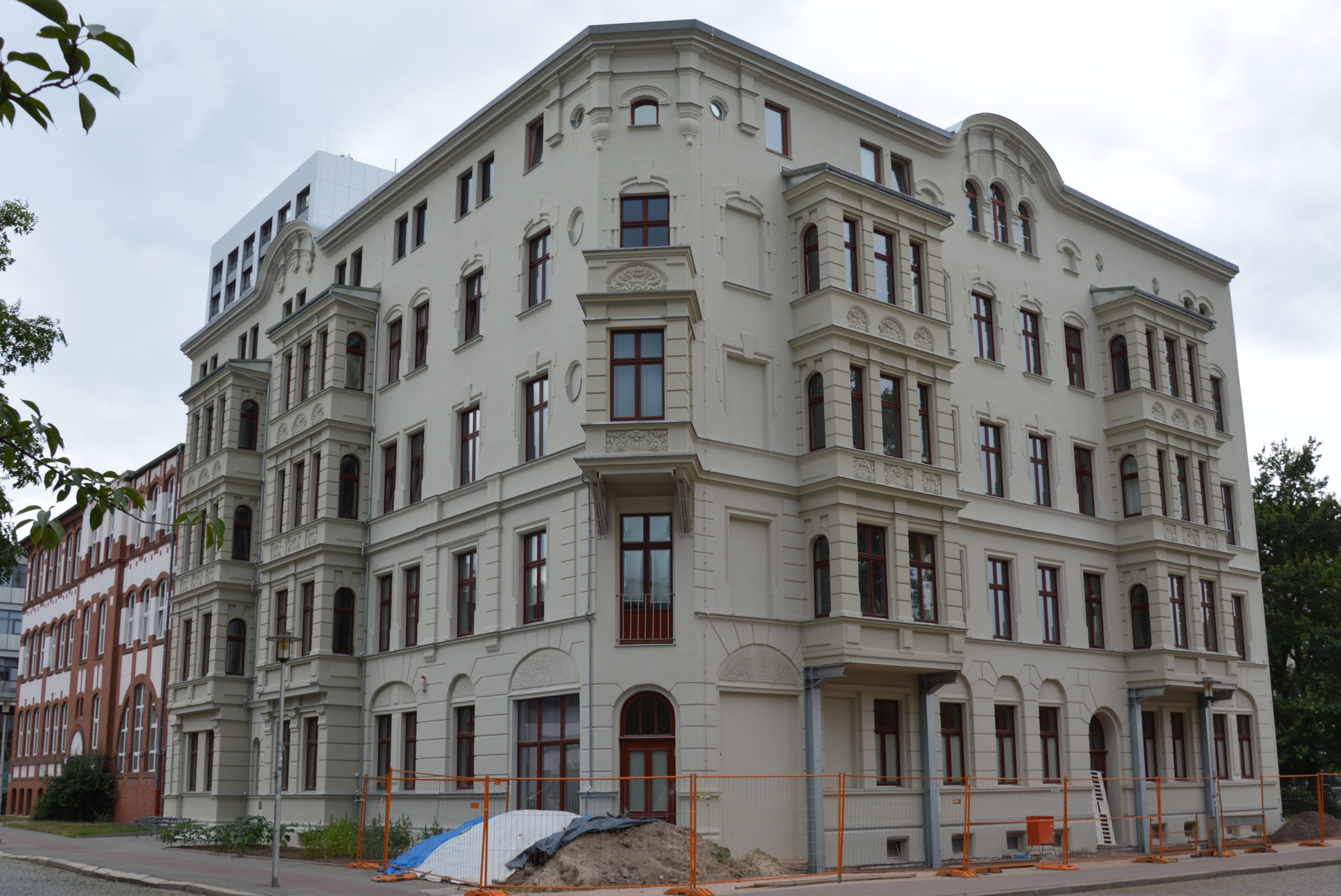
Haus Denhardtstraße 18

Das Haus Denhardtstraße 18 ist ein denkmalgeschütztes Wohnhaus in Magdeburg in Sachsen-Anhalt.

## Lage
Es befindet sich in einer Ecklage der Denhardtstraße zur Falkenbergstraße auf dem Gelände der Otto-von-Guericke-Universität Magdeburg im Magdeburger Stadtteil Alte Neustadt.

## Architektur und Geschichte
Das fünfgeschossige Gebäude entstand in der Zeit um 1900 als Wohnhaus. Der verputzte Bau ist repräsentativ gestaltet und verfügt zu beiden Straßenseiten über einen flachen Schweifgiebel. Es bestehen jeweils zwei große Kastenerker und direkt an der Gebäudeecke ein kleiner zierlicher Eckerker. Die Erker sind mit rustizierten Pilastern gegliedert. Die Fensterbekrönungen und -brüstungen sind mit im Jugendstil gestalteten Stuckverzierungen versehen.
Das Gebäude gilt als Beispiel eines anspruchsvoll ausgeführten Mietshauses in der Region aus der Zeit der Jahrhundertwende zum 20. Jahrhundert.
Im örtlichen Denkmalverzeichnis ist das Wohnhaus unter der Erfassungsnummer 094 17410 als Baudenkmal verzeichnet.